# Lee Chae-yeon
Lee Chae-yeon (Hangul: 이채연: ur. 10 grudnia 1978 w Seulu) – południowokoreańska piosenkarka.

## Życiorys
Chae Yeon zaczęła swoją karierę w Japonii, pod pseudonimem „Jinny”. Była częścią grupy o nazwie Brandnew Biscuits, zadebiutowała w Japonii 1 stycznia 2001 roku. Chae Yeon była również członkiem grupy UltraCats, pod pseudonimem „Jinny Lee”, od 2001 do 2002 roku. Chae Yeon (wtedy Jinny) wydała trzy single i jeden minialbum w Japonii.
Wróciła do Korei ze swoim pierwszym oficjalnym albumem It's My Time wydanym 20 sierpnia 2003 roku, pod nowym pseudonimem Chae Yeon. Debiutując pod koniec 2003 roku, nikt nie spodziewał się, że odniesie sukces. Początkowo była postrzegana jako kolejna piosenkarka (seksownej koncepcji), jakich wiele było w tamtym czasie. Jednak w przeciwieństwie do wielu innych, miała dość udany debiut. Okazała się świetną tancerką z dobrym wokalem, który zaprezentowała w swoich balladach i występach na żywo. Ale sukces przyniósł jej drugi album Virginalness Bloom wydany pod koniec 2004 roku. Teledysk do pierwszego singla „둘이서” (The Two of Us) był kontrowersyjny w konserwatywnej Korei (zawierał sceny ukazujące jej nagie plecy i odsłoniętą bieliznę). Następnie teledysk został zablokowany w telewizji, w niektórych kanałach kablowych czas antenowy został ograniczony do puszczania po godzinie 22:00. Utwór stał się bardzo popularny w radiu. Udało mu się trafić na szczyt wielu list przebojów w Korei. Kolejny singiel „다가와” (Come to Me) ukazał się niedługo potem i był także popularny na fali swojego poprzednika.
Chae Yeon wróciła po krótkiej przerwie, by wydać swój trzeci album pod nazwą własnego imienia Chae Yeon (채연) nazywany też III, który ukazał się jesienią 2005 roku. Pierwszy singel „오직 너” (Only You) wypadł słabo na listach przebojów, firma muzyczna szybko przełączyła się na "Disco Mix" utworu, który pomógł mu przetrwać na listach przebojów. Drugi singel, „세번째 사랑” (Third Love), również wypadł słabo, pomimo tego, że miał bardzo seksowny teledysk i był nieco lepszy od pierwszego.
Chae Yeon powróciła po raz kolejny pod koniec marca 2006 roku. W 2007 roku opuściła koreański biznes rozrywkowy, aby poznać chiński rynek. Jej czwarty album My Love ukazał się 1 kwietnia 2007 roku, z singlem o tej samej nazwie. Utwór był latynoską piosenką taneczną. Singiel był szeroko wykonywany, z remixem promowanym od maja. Album sprzedał się w 12 446 egzemplarzach w 2007 roku, co dało 68. miejsce w roku. Oprócz promowania albumu, Chae Yeon w 2007 roku dołączyła do obsady High Five w reality show Happy Sunday, telewizji KBS2. W programie uczestniczyła do zakończenia nadawania High Five w 2008 roku.
W tym samym roku przyciągnęła uwagę mediów dzięki jej inwestycjom i bezpośredniemu zaangażowaniu we własną firmę odzieżową Bequem, której jest również dyrektorem generalnym.
Chae Yeon wróciła po dwuletniej przerwie do świata muzyki, ze swoim minialbumem Shake, który ukazał się 6 maja 2009 roku. Kontynuując koncepcję (seksownej piosenkarki), główny singel „Heundeullyeo” (kor. 흔들려, ang. Shake) jest elektroniczną piosenką taneczną. Teledysk został oznaczony przez główne stację telewizyjne, KBS i SBS od 15 lat, a MBC od 12  lat.
22 lipca 2010 Chae Yeon powróciła na M Countdown, śpiewając piosenkę „Crazy & Look Look Look” ze swojego nowego minialbumu look at. Minialbum look at ukazał się 23 lipca 2010 roku.
W 2011 roku Chae Yeon wydała pierwszy mandaryński album Sweet Miracle, który ukazał się 11 lipca 2011 roku, w Chinach.
W 2015 roku Chae Yeon powróciła z singlem, „안봐도 비디오” (Obvious) i teledyskiem do głównego utworu.
W dniu 17 października 2016 roku Chae Yeon podpisała nowy kontrakt z A9 Media. Przez jakiś czas Chae Yeon promowała się głównie w Chinach, więc dzięki tej wytwórni aktywnie uczestniczyła w promowaniu siebie w Korei poprzez różnorodne spektakle, seriale i musicale.
W 2018 roku, po 3 i półrocznej przerwie powróciła z singlem „Bazzaya”. Zagrała również główną rolę w horrorze Folklor Mongdal (Korea).
Jej nowy singiel 텅텅빈맘” (空的心房) został wydany 20 sierpnia 2019 roku, a kolejny 10 września 2019 roku pod nazwą „Fly high”.
1 czerwca 2020 roku wydała singel „핑크몬스터” (粉红野兽).
18 października 2021 wróciła z balladą „Sometimes I cry”, która jest też singlem.

## Dyskografia

### Albumy
- 2003: it's my time
- 2004: Virginalness Bloom
- 2005: Chae Yeon
- 2007: My Love

### Mini-Album Korea
- 2009: Shake
- 2010: Look At

### Mini-Album Chiny
- 2011: Sweet Miracle (Tianmi de Qiji) (甜蜜的奇跡)